# Heinrich Nabert

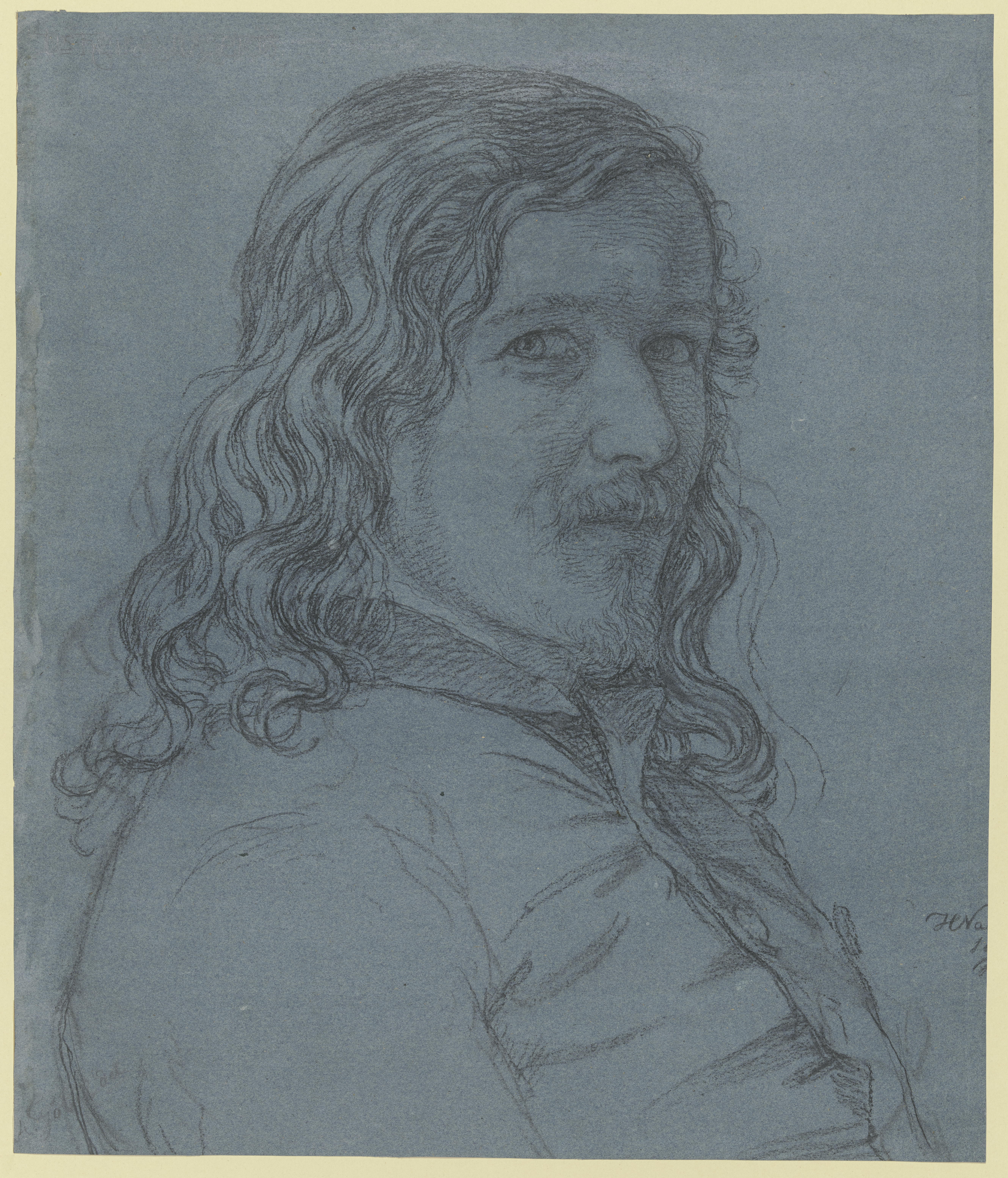
Jugendbildnis des Philologen und Studienrates Heinrich Nabert

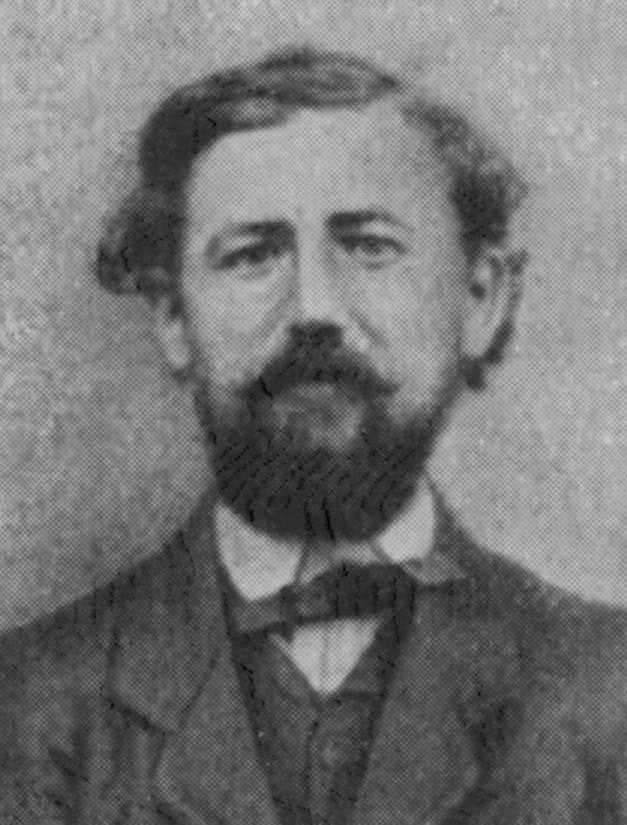
Heinrich Nabert

Heinrich Nabert (* 26. September 1818 in Braunschweig; † 15. Mai 1890 in Frankfurt) war ein deutscher Volksetymologe und Sprachforscher.

## Leben
Heinrich Nabert wurde am 26. September 1818 in Braunschweig als Sohn des Korbsmachers Theodor Nabert und dessen Frau Karoline Nabert, geb. Wehmeier, geboren. Seine Erziehung übernehmen seine Großeltern, die damals großdeutsch eingestellt sind. Ab 1826 besuchte er das Realgymnasium „Gollegium Carolinum“ in Göttingen und später in Berlin. Danach hatte er seine Prüfung zum Oberlehrer in Göttingen.
Zwischen 1844 und 1847 begann Nabert seine Studienaufenthalte in Frankreich und Großbritannien und seine Erforschung zur westlichen Sprachgrenze der deutschen Sprache. 1849 begann Nabert seine Tätigkeit als Lehrer am Gymnasium Aurich und der höheren Mädchenschule. Er unterrichtete dort in den Fächern Englisch, Französisch und Erdkunde. Dort hörte er im Jahr 1853 auf.
1850 heiratete Heinrich Nabert seine Jugendliebe Adolfine Pabst. Aus dieser Ehe gingen zwei Töchter und drei Söhne hervor. 1853 wurde Heinrich Nabert an die höhere Bürgerschule (der späteren Oberrealschule) Hannover versetzt. Ab 1855 erschienen Naberts erste Veröffentlichungen über „Sprachgrenzen“. 1856 unterrichtete Nabert auch an der Kadettenschule Hannover. Ab 1857 unternahm Nabert Studienreisen nach Südfrankreich und Spanien.
1865/66 wurde Heinrich Nabert aus sämtlichen Staatsdiensten entlassen, da auf einer privaten Feier wurde Arndts Lied „Was ist des Deutschen Vaterland?“ gesungen wurde. Ab 1869 unterrichtete Heinrich Nabert an der Frankfurter Handels- und Musterschule in den Fächern Französisch, Englisch, Latein, Italienisch, Spanisch und Geographie. 1870 lernte Nabert seinen späteren Freund Richard Boeckh kennen, der sich ebenfalls intensiv mit sprachgeographischen Arbeiten befasste.
Nach der Reichsgründung 1871 trat Heinrich Nabert entschieden für die Wiedereingliederung des Landstriches Elsaß-Lothringen ein. Er bewarb sich auf eine Lehrstelle an der Universität Straßburg, die allerdings abschlägig beantwortet wurde. 1871 erschien im „Neuen Brockhaus“ Naberts Beitrag „Deutsches Volk“. Ab 1880 arbeitete Nabert auch im Deutschen Schulverein mit. Zwischen 1880 und 1888 erforschte er die südliche deutsche Sprachgrenze. Auch bereiste er den „deutschen Osten“ und fertigte die ersten Sprachkarten an.
1887 beschloss der Deutsche Schulverein in Wiesbaden, die „Nabert-Karte“ zu veröffentlichen. Naberts Darstellungskarten galten als die genausten ihrer Zeit, da er über 40 Jahre an ihnen arbeitete. 1889 wurde Nabert als Schulbeamter pensioniert und er wollte seine Darstellungskarte „Die Deutschen in Europa“ nochmals überarbeiten. Doch sein Tod am 15. Mai 1890 kam diesem Vorhaben zuvor. Die Nabert-Karte wurde 1891 von seinem Freund Richard Boeckh unter dem Titel „Nabert's Karte der Verbreitung der Deutschen in Europa“ fertiggestellt und herausgegeben.
1890/91 erschienen posthum Naberts Lebenswerke „Die Verbreitung der Deutschen in Mitteleuropa 1844-1888“ und 1893 das Buch „Das deutsche Sprachgebiet in Europa und die deutsche Sprache sonst und jetzt“.

## Werke
- Der nibelunge liet. Vollständigste ausgabe nach den durch dr. Holtzmann als wirklich ältesten nachgewiesenen texte des frhrn. v. Lassberg unter berücksichtigung der übrigen bis jetzt bekannten lesarten, namentlich der wallersteiner handschrift zum gebrauche für schulen veranstaltet und mit wörterbuche versehen. Carl Rümpler, Hannover, 1855 (Digitalisat bei Google Books)
- Ueber Sprachgrenzen insonderheit die deutsch-französischen in den Jahren 1844–1847. In: Jahresbericht der höheren Bürgerschule zu Hannover, womit zu dem Schluß-Actus am 14. März 1856 ergebenst einladet der Director der Anstalt Dr. A. Tellkampf. Schrift und Druck von Fr. Culemann, Hannover, 1856 (Digitalisat bei hhu).
- Karte der Verbreitung der Deutschen in Europa: nach österreichischen, russischen, preussischen, sächsischen, schweizerischen und belgischen amtlichen Quellen; Reiseberichten des Dr. Lotz und anderer sowie nach eigenen Untersuchungen in den Jahren 1844, 48, 78, 80, 81, 82, 83, 84, 86, 87. Flemming, Glogau ca. 1892.
- Das deutsche Sprachgebiet in Europa und die deutsche Sprache sonst und jetzt. Druck und Verlag von Strecker & Moser, Stuttgart, 1893 (Digitalisat bei Google Books)
- Das deutsche Volk, sein Sprachgebiet in Europa und seine Sprache. 3. Aufl., Sis-Verlag, Zeitz, 1921.